# 原褶边海豹属
原褶边海豹属（学名：Properiptychus）是海豹科下的一个属。

## 下属物种
本属包括以下物种：
- 阿根廷原褶边海豹 Periptychus argentinus (Ameghino, 1893)